# Apranik
Apranik fue una mujer guerrera y general persa. Sirvió en el ejército de Yazdgerd III contra la invasión musulmana de Persia y organizó la resistencia local tras la caída del imperio.

## Biografía
De su vida personal solo se sabe que era hija de un importante general llamado Piran. Cuando el Imperio sasánida, debilitado por la lucha contra el Imperio bizantino, fue invadido por los musulmanes liderados por el califato rashidun, Apranik tomó parte en el conflicto como uno de los generales de Yazdgerd. Tras la caída del Imperio persa, ella y otras mujeres guerreras, como Negan y Azadeh, continuaron resistiendo a la dominación islámica mediante tácticas guerrilleras hasta ser abatidas. Se dice de Apranik en concreto que murió en combate antes que someterse.